# الأمية في جزر القمر
الأمية في جزر القمر لا توجد أرقام دقيقة لنسبة الأمية في جزر القمر، حتى أن المنظمة العربية للتربية والثقافة والعلوم الألكسو أصدرت تقريرها السنوي عام 2013 الذي يشير أن عدد الأميين في الدول العربية يصل إلى 96.836 مليون أمي، إلى أن هذه الأرقام والنسب لا تتضمن الأميين في ثلاث دول عربية هي: جزر القمر وجيبوتي والصومال. إلا أن بعض الأرقام المنشورة عن عدد غير الملتحقين في التعليم في جزر القمر تبلغ 45%.